# Крепёжные изделия

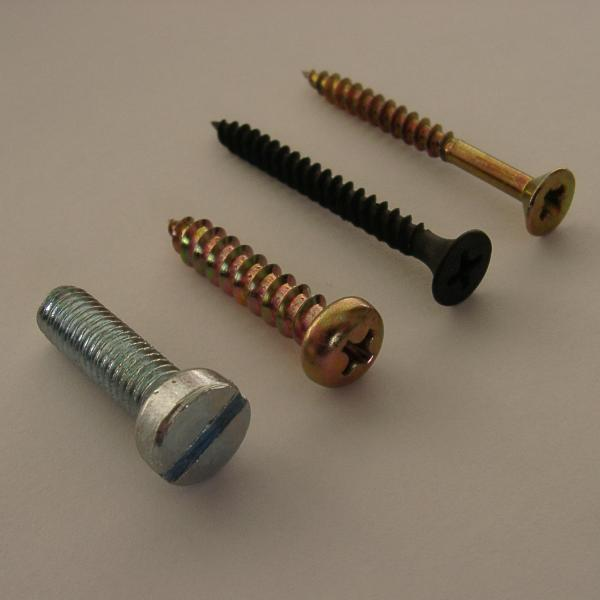
Основные виды крепежа — винт и самонарезающие винты

Крепёжные изделия (крепёж, крепёжные детали) — детали (изделия) для образования соединения частей какой-либо конструкции: болты, гайки, винты, шурупы, саморезы, дюбели, заклёпки, шайбы, штифты, шпильки и другие. 
В качестве крепежа могут использоваться некоторые виды промышленных метизов — изделий из металла различной номенклатуры, как правило стандартизованных.

## Описание
Стандартизация крепежа обуславливается его широчайшим применением в промышленности, в том числе и критических для государства отраслях (военная, машиностроительная, энергетика и теплотехника и так далее).
В Союзе ССР стандарты на крепёж оговаривались в ГОСТ 27017-86 Изделия крепежные. Термины и определения
Категории ГОСТ 27017-86 по ОКС:

01. Общие положения
01.40. Словари
01.40.21 Механические системы и компоненты общего назначения (словари)
а также:

21. Механические системы
21.60. Крепежные изделия
21.60.01 Крепежные изделия в целом
В целом, ГОСТ 27017-86 определяет следующие крепёжные изделия:
- болт (ступенчатый б., откидной б., призонный б., фундаментный б.),
- винт (невыпадающий в., самонарезающий в., самосверлящий самонарезающий в., установочный в.),
- шуруп,
- шпилька,
- штифт (пружинный ш.),
- гайка (прорезная г., корончатая г., колпачковая г., г.-барашек),
- шайба (плоская ш., пружинная ш., стопорная ш.),
- шплинт,
- заклёпка (пустотелая з., полупустотелая з.).

Крепежные изделия ответственного назначения требуют сертификационного документа, подтверждающего качество изделия и соответствие стандарту (ГОСТ, ISO, DIN).

## Классификация
Крепёж разделяют[кто?] на:
- строительный:
  1. Анкерный крепёж:
    - крепёж для высоких нагрузок;
    - химический крепёж;

  2. Метрический крепёж:
    - болт;
    - винт;
    - шпилька;
    - гайка;
    - шайба;

  3. Такелаж:
    - грузовой крепёж;
    - цепи;
    - тросы;

  4. Дюбельная техника:
    - рамный крепёж;
    - крепёж общего назначения;
    - крепёж для пустотелых конструкций;
    - крепёж для теплоизоляции;

  5. Шурупы;
  6. Саморезы;
  7. Специальный крепёж:
    - крепёж для электропроводки;
    - крепёж для сантехники и отопления;
    - крепёж для фасадов и деревянных настилов;
    - крепёж для пустотелых конструкций;

  8. Заклёпка.
- мебельный
- автомобильный
- железнодорожный

а также на:
- силовой
- малонагруженный

Дополнительные характеристики метрического крепежа:
- Класс прочности:

- Исполнение:

У — умеренное;
ХЛ — северное.